# Ilmari Kianto

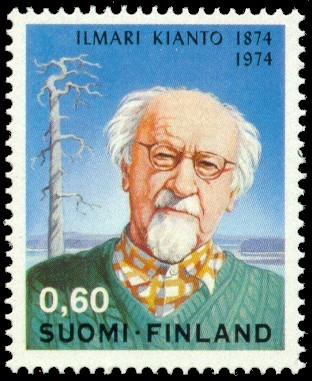
Finnische Briefmarkenausgabe zum 100. Geburtstag von Ilmari Kianto (1974)

Ilmari Kianto (* 7. Mai 1874 in Pulkkila; † 27. April 1970 in Helsinki) war ein  finnischer Schriftsteller, der das Los der ländlichen Armen beklagte, die er zugleich verehrte. Zwar Kirchenfeind, stand er doch der Religiosität Tolstois nahe, mit dem er auch Briefe wechselte. Als er (mit 95) in gleich hohem Alter wie Ansehen starb, hinterließ der Anhänger der Polygamie knapp 70 Bücher und 12 Kinder.

## Leben und Werk
Der Sohn des evangelischen Pastors Calamnius studierte in Helsinki und Moskau Philosophie und Literatur. Eine militärische Laufbahn hatte er nach kurzem Armeedienst verworfen, was sich in seinem ersten Buch widerspiegelte, dem 1897 erschienenen Roman Väärällä Uralla (Der falsche Weg). Nach Beendigung des Studiums (1903) war Kianto. wie er sich jetzt nannte, zunächst als Lehrer und Journalist in der Stadt Kajaani, ab 1909 als freier Schriftsteller in Suomussalmi tätig. Er übersetzte auch Werke von Puschkin, Lermontow, Gontscharow und Tolstoi.
Eine Attacke gegen die Elite und insbesondere den Klerus des Landes legte er 1908 mit dem Roman Pyhä viha vor. Hier verrieten sich unter anderem Einflüsse von Émile Zola, Georg Brandes und Björnstjerne Björnson. Kianto war mit dem Schriftsteller Arvid Järnefelt befreundet, Tolstoi-Anhänger wie er selbst. Die „Vielweiberei“ befürwortete er 1917 im Roman Aviolitto. Seine erste, 1904 geschlossene Ehe war inzwischen zerrüttet. Im Ganzen heiratete er dreimal. 1912 bezog er ein neues großes, für ihn am See Kianta errichtetes Haus, genannt Turjanlinna (Turjas Burg). Während er 1910 Deutschland und die Schweiz kennengelernt hatte, reiste er 1914 durch das russische Karelien und verfasste ein Buch über seine Eindrücke.

### Der rote Strich
Die meiste Beachtung fanden Kiantos Romane Punainen viiva (Der rote Strich, 1909) und Ryysyrannan Jooseppi (Joseph vom Lumpenstrand, 1924). Beide thematisieren die bäuerliche Armut in Nordfinnland. Den Hintergrund des erstgenannten, eher handlungsarmen Buches bildet das neugewährte allgemeine Wahlrecht. Held des zweiten Buches ist ein Faulpelz und Schmuggler, der zu viele Kinder hat. Diesen „entfernten Verwandten“ von Rousseaus edlem Wilden behandele Kianto  mit humorvoller Nachsicht und strafender Strenge zugleich. „Jooseppi ist sich durchaus bewusst, dass Gott nicht auf seiner Seite ist. Am Ende wird er von einem fallenden Baum erschlagen.“
Die 1930er Jahre behelligen Kianto vor allem mit Verdruss an seinen diversen Frauen und Kindern. 1939/40 kommt der Krieg hinzu. Als der 65-jährige Erzähler vor den heranrückenden Russen ausweicht, hinterlässt er für sie einen Zettel auf dem Küchentisch, sie mögen doch bitte sein Haus verschonen, schließlich habe er einst in Russland studiert. Ganz in der Nähe gäbe es eine verwaiste Insel sowie ein abgelegenes Sommerhaus – es gehörte Kiantos frommer Schwester Aina. Zwar drangen die Russen nicht bis zu Kiantos „Burg“ am See vor, doch er wanderte vorübergehend wegen Landesverrates ins Gefängnis. Von dieser selbstverschuldeten Prüfung berichtet Kianto 1948 in seinem Buch Omat koirat purivat (Die eigenen Hunde haben gebissen).
Als letzte Herrin der mehrmals wieder aufgebauten „Burg“ heiratete Kianto 1956 Ella Mirjam (Mirkku) Lähteinen. Bis dahin hatte sich der Polygamist mit mehreren „Sekretärinnen“ begnügt, von denen manche sogar den Gebrauch einer Schreibmaschine beherrscht haben sollen.

## Deutsche Ausgaben
- Der rote Strich. Roman, Dresden 1920 und Leipzig 1957

Ein ausführliches Werkverzeichnis findet sich bei Petri Liukkonen.